# Ischnochiton exaratus
Ischnochiton exaratus är en blötdjursart som först beskrevs av Georg Ossian Sars 1878.  Ischnochiton exaratus ingår i släktet Ischnochiton och familjen Ischnochitonidae. Arten är reproducerande i Sverige. Inga underarter finns listade i Catalogue of Life.